# Stary Dzików
Stary Dzików is een dorp in het Poolse woiwodschap Subkarpaten, in het district Lubaczowski. De plaats maakt deel uit van de gemeente Stary Dzików en telt 1400 inwoners.